# د. س. جيفرسون
د. س. جيفرسون (بالإنجليزية: D. C. Jefferson)‏ هو لاعب كرة قدم أمريكية أمريكي، ولد في 7 مايو 1989 في وينتر هافن في الولايات المتحدة.

## وصلات خارجية
- د. س. جيفرسون على موقع مرجع كرة القدم المحترفة.كوم (الإنجليزية)